# Ferdinand-Wilhelm von Stein-Liebenstein zu Barchfeld
Ferdinand-Wilhelm Freiherr von Stein-Liebenstein zu Barchfeld (* 22. Februar 1895 in Konstantinopel, Osmanisches Reich; † 1. März 1953 in Asbest bei Swerdlowsk, Sowjetunion) war ein deutscher Offizier, zuletzt Generalmajor der Luftwaffe im Zweiten Weltkrieg.

## Leben
Ferdinand-Wilhelm von Stein-Liebenstein entstammte dem hessisch-thüringischen Adelsgeschlecht der Stein-Liebenstein zu Barchfeld.

### Erster Weltkrieg
Er trat am 4. August 1914 nach dem Beginn des Ersten Weltkriegs in die Bayerische Armee ein und diente zunächst im Leib-Infanterie-Regiment. Später war er Zugführer im Reserve-Infanterie-Regiment 3 und dann im Landwehr-Infanterie-Regiment 3, wo er im April 1916 zum Leutnant der Reserve befördert wurde.
Im September 1916 wechselte er zur Fliegertruppe. Dort wurde er zum Beobachter ausgebildet und diente dann als solcher bis März 1918. Nach zwischenzeitlicher Pilotenausbildung, die er Anfang April 1918 abschloss, wurde er Flugzeugführer beim Bombengeschwader der Obersten Heeresleitung Nr. 8 (Bogohl 8). Von Juli bis Ende Oktober 1918 war er Ausbilder in Frankfurt (Oder). Danach war er bis Kriegsende Führer der Bomberstaffel 25 (Bosta 25). Am 17. Dezember 1918 wurde er als Leutnant der Reserve aus dem Militärdienst entlassen.

### Wehrmacht und Zweiter Weltkrieg
Am 1. Oktober 1934 wurde er als Offizier z. b. V. mit dem Dienstgrad Hauptmann (mit Rangdienstalter vom 1. Februar 1933) in die neu gebildete Luftwaffe der Wehrmacht eingestellt. Nach Weiterbildung in verschiedenen Lehrgängen einschließlich Generalstabslehrgang wurde er am 1. Januar 1936 zum Major befördert und am 1. Oktober 1936 Staffelkapitän in der Aufklärungsgruppe 22. Am 1. Juli 1938 wurde er ins Reichsluftfahrtministerium (RLM) versetzt. Am 1. Oktober 1938 wurde er Oberstleutnant, dann am 1. November 1938 Lehrer an der Aufklärungsschule in Braunschweig. Am 1. November 1939 wurde er zum Kommandeur der Ausbildungsgruppe an der im September 1939 nach Großenhain verlegten Aufklärungsschule ernannt, die er bis zum 20. Juni 1940 befehligte. Nach erneuter Verwendung im RLM kam er im September 1940 zum Stab des Höheren Flieger-Ausbildungs-Kommandeurs 4. Am 1. Juni 1941 erfolgte seine Beförderung zum Oberst. Im Dezember 1942 wurde er zum Kommandeur der neu aufgestellten 18. Luftwaffen-Felddivision ernannt, die als Besatzungstruppe in Südwestfrankreich im Januar 1943 im Raum Salies-de-Béarn und ab Februar im Raum Libourne lag und die er bis zum 5. April 1943 befehligte. Dann wurde er in die Führerreserve der Luftwaffe versetzt. Erst am 1. September 1944 erhielt er eine neue Verwendung als Inspizient für Exerzier- und Gefechtsausbildung beim General für militärische Ausbildung der Luftwaffe im RLM. Am 1. Januar 1945 wurde er zum Generalmajor befördert, dann jedoch am 1. März 1945 erneut in die Führerreserve überstellt.
Am 8. Mai 1945 kam er in sowjetische Kriegsgefangenschaft und wurde in ein Lager nach Asbest verbracht, in dem er am 1. März 1953 verstarb.